# Lilatorkú hegyikolibri
A lilatorkú hegyikolibri (Lampornis calolaemus)  a madarak (Aves) osztályának a sarlósfecske-alakúak (Apodiformes) rendjéhez, ezen belül a kolibrifélék (Trochilidae) családjához tartozó faj.

## Rendszerezése
A fajt Osbert Salvin angol ornitológus írta le 1865-ben, az Oreopyra nembe Oreopyra calolæma néven.

## Alfajai
- Lampornis calolaemus calolaemus (Salvin, 1865)
- Lampornis calolaemus homogenes Wetmore, 1967
- Lampornis calolaemus pectoralis (Salvin, 1891)[2]

## Előfordulása
Costa Rica, Nicaragua és Panama területén honos. A természetes élőhelye szubtrópusi és trópusi hegyi esőerdők, valamint erősen leromlott egykori erdők. Magassági vonuló.

## Megjelenése
Testhossza 10–11,5 centiméter, testtömege 4,7-6,2 gramm.
|  |  |

## Természetvédelmi helyzete
Az elterjedési területe nem nagy, egyedszáma viszont csökkenő, de még nem éri el a kritikus szintet. A Természetvédelmi Világszövetség Vörös listáján nem veszélyeztetett fajként szerepel.

## Külső hivatkozások
- Képek az interneten a fajról
- Xeno-canto.org - a faj hangja és elterjedési területe